# Notiopostega atrata
Notiopostega atrata là một loài bướm đêm duy nhất trong chi Notiopostega, thuộc họ Opostegidae. Loài này phân bố ở các vùng đồi ven biển của tỉnh Valdivia, Chile.
Chiều dài cánh trước là 5–6 mm đối với con đực và 6.4-8.3 mm đối với con cái. Con trưởng thành bay từ cuối tháng 8 đến đầu tháng 10 làm một đợt. Chúng bay vào ban ngày vào đầu mùa xuân. Màu gần như đen là đặc điểm ngụy trang của chúng thích nghi với môi trường.
Ấu trùng ăn Nothofagus dombeyi.